# Сеул (станция)
Сеу́л (кор. 서울역) — центральный железнодорожный вокзал в Сеуле, столице Южной Кореи. Вокзал располагается на линии Кёнбусон и линии Кёнъисон. Железнодорожная станция Сеул вместе с расположенными под ней станциями сеульского метро образует крупный транспортно-пересадочный узел в самом центре города. На станции установлены платформенные раздвижные двери.

## История
В связи с продлением линии Кёнъисон к северу от реки Ханган, в июле 1900 года была открыта станция Кёнсон. Первое здание станции, площадью 33 м², было построено из дерева. Изначально станция располагалась около моста Ёмчон и в 1905 году была переименована в станцию Намдэмун, из-за близости к одноимённым воротам. В 1905 году была открыта линия Кёнбусон, а в 1906 линия Кёнъисон. Обе линии получили сообщение со станцией. В 1910 было снесено деревянное здание и возведен новый вокзал. В связи с переименованием Сеула из Хансона в Кёнсон (по-японски Кэйдзё), вокзалу было возвращено старое название — станция Кёнсон. 1 июля 1922 года началось сооружение сохранившегося до наших дней старого здания Сеульского вокзала, которое было завершено 30 сентября 1925 года.
1 ноября 1947 года вокзал получил современное название — станция Сеул. После Корейской войны вокзал был расширен. Южное крыло было построено в 1957 году, а Западное в 1969. В 1975 году из станции Сеул в Западное крыло переехал офис Национальных железных дорог Кореи. В 1977 было завершено сооружение перехода из станции в Западное крыло. В 2004 году, одновременно с запуском скоростной железнодорожной системы KTX, по соседству со старым зданием был открыт новый вокзал.

## Транспортное сообщение
Сеульский вокзал связывает столицу Южной Кореи с другими крупными городами страны. Отсюда в Пусан отправляются KTX и другие скоростные поезда. Также отсюда отправляются поезда в города Гванджу и Мокпхо. До 2004 года станция Сеул была конечной для поездов дальнего следования линий Кёнбусон, Хонамсон, Чолласон и Чанхансон. Теперь эти поезда отправляются от станции Ёнсан.
| № платформы | Линия      | Поезд                                  | Направление                                               |
| ----------- | ---------- | -------------------------------------- | --------------------------------------------------------- |
| 1-2         | ● Кёнбусон | Чонан Экспресс                         | Ёндынпхо — Сувон — Чонан                                  |
| 3~12        | ● Кёнбусон | KTX — Сэмаыльхо — Мугунхвахо — Ноориро | Тэчон — Тондэгу — Пусан — Пхохан — Масан — Сучон — Хэундэ |
| 13~14       | ● Кёнбусон | KTX — Сэмаыльхо — Мугунхвахо — Ноориро | Хэнсин — Сеул                                             |
| Западная    | ● Кёнъисон | B Express — A Express — Местные        | Digital Media City — Тэгок — Ильсан — Мунсан              |